# 河崎純真
河崎 純真（かわさき じゅん、1991年〈平成3年〉10月16日 - ）は、大分県国東市出身の実業家。
Gftd Japan株式会社代表取締役社長。一般財団法人高IQ者認定支援機構理事。
慶應義塾大学在学中にTokyo Otaku Modeなど複数のITベンチャー・スタートアップの立ち上げ、事業売却、役員業務などを経験。
母親は「ルパン三世 カリオストロの城」などを手がけた著名なアニメーターであり、アスペルガー症候群。自身もADHDの診断を受け「発達障害がある人が社会の枠組みによって充分に才能を活かすことが出来ない社会」に問題意識を持つ。
13歳からプログラミングを始め、自身のライフワークとして「ギフテッド人材の育成支援」を行うGftd Japan株式会社を設立、他多数の企業にサイバーセキュリティコンサルタントとして就任。認定ホワイトハッカー、社会事業家として活躍。
サイバー攻撃被害や、サイバー犯罪、詐欺被害抑止のために各SNSで啓蒙活動も行う。

## 経歴
- 1991年に大分県国東市に産まれる。
- 2004年からエンジニアとしての活動を開始。
- 2006年からバックパッカーとして世界周遊。
- 2009年に上場企業に事業売却。
- 2014年にGifted Agent合同会社を設立[1]。
- 2016年にGifted Agent合同会社をGifted Agent株式会社へ組織変更[1]。
- 2019年にGifted Agent株式会社をGftd Works株式会社へ組織変更[1]。
- 2019年にGftd Japan株式会社を設立[1]。

## メディア出演
- 新世代が解く！ニッポンのジレンマ元日ＳＰ「“根拠なき不安”を越えて」（2018年1月1日、NHK）
- クローズアップ現代 消えた580億円　仮想通貨流出の謎を追う - クローズアップ現代（2018年1月31日、NHK）
- news zero（日本テレビ）
- NHKスペシャル 調査報告 若者を狙う“闇の錬金術”（2023年4月22日、NHK）
- 世界一受けたい授業 あなたもダマされるかもしれない…身近に迫る最新詐欺の手口とは!?8000万円をダマし取られた被害者の独占取材!AI技術をつかった詐欺も急増中!動画を3秒学習させると本人そっくりの声になる!? - 世界一受けたい授業（2024年3月2日、日本テレビ系列）
- 日曜日の初耳学（TBS系列）
- カズレーザーと学ぶ。（日本テレビ系列）
- THE TIME（TBS系列）
- 月曜から夜ふかし ドラマあるあるは現実でもあるのか？ - 月曜から夜ふかし（2025年3月31日、日本テレビ系列）